# 内浦湾 (福井県)
内浦湾（うちうらわん）は、福井県大飯郡高浜町の湾で、若狭湾に突出する音海半島押回鼻から西部の大浦半島正面埼により、若狭湾と区切られる。若狭湾国定公園の一部。

## 地理
福井県と京都府北部のリアス式海岸で、背後に青葉山がそびえ、その断層がそのまま岬や崎を形成している。
外湾に面した側には音海断崖を代表とする海蝕崖が発達している。
この地域に分布する新第三紀と三畳紀の地層は多くの動物化石を産する。

## 自然
多くの岩礁を有し、変化に富んだ海底や若狭湾からの海流の影響により、多数の魚介類が生息し、漁業が盛んであるとともに、多くの釣り愛好家が訪れている。

### 棚田
高浜町北西部日引地区に位置し、背後地に青葉山の山が迫り、古くから棚田が形成されている。約200枚の棚田があり、日引の棚田として - 日本の棚田百選（農林水産省)に選定されている。

### 樹木
京都府舞鶴市の県境付近に位置する鎌倉集落裏手の300ｍ付近の尾根斜面に大規模な直径80cmのケヤキの群生林が望むことができる。また、スダジイとヤブコウジの自然林が沿岸の傾斜地に沿ってまとまった面積で残存している。
マツムシの一種マツムシモドキは北限である。

## 施設
- 高浜発電所
- 内浦港

## 施設・名所
- 青葉山 - 若狭富士とも呼ばれる名山。
- 音海半島